# Hidroesqueleto
El hidroesqueleto consiste en una cavidad llena de fluidos, celomática o pseudocelomática, rodeada de músculos. La presión del fluido y la acción de los músculos que la bordean, sirven para cambiar  forma del cuerpo produciendo movimientos como cavar o nadar. La sucesiva contracción de diversos metámeros, que están provistos de haces de fibras musculares circulares y longitudinales, estirando y engrosando partes del cuerpo, le permiten desplazarse en horizontal. Los esqueletos hidrostáticos tienen un rol en la locomoción de los anélidos, nemátodos y otros invertebrados. El hidroesqueleto tiene similitudes con los músculos hidrostáticos.